# Paul Verrier
Pour les articles homonymes, voir Verrier.
Paul Isidore Verrier, né le 13 février 1860 à La Ferté-Macé (Orne) et décédé le 11 août 1938 à Paris 14e, est un professeur à la Faculté des Lettres de Paris. Il est le fondateur, en 1912, de l'Institut d'études scandinaves de la Sorbonne.

## Biographie
Paul Isidore Verrier est le fils de Philomène Massey et de François Verrier, charron.
Paul Verrier obtient son baccalauréat ès lettres en 1878, puis une licence ès lettres dix ans plus tard. Il est agrégé de grammaire à l'Université d'Heidelberg en 1889, et devient docteur ès lettres en 1909. Il décroche par ailleurs une bourse de voyage en Allemagne, couvrant la période de 1892 à 1903, et effectuera un séjour au Danemark en 1897.
Sa carrière universitaire débute en 1882, année à partir de laquelle il enseigne à Hull (Royaume-Uni) puis à Heidelberg (jusqu'en 1886). Il enseignera plus tard dans divers lycées, puis devient chargé de cours de langue et littérature scandinaves à la Faculté des lettres de Paris, du 1er octobre 1909 au 15 février 1919. Il accède par la suite au statut de professeur de langue et littérature scandinaves dans la même faculté, et devient en 1922 directeur de l'Institut d'études scandinaves. Il prend sa retraite le 30 septembre 1930, en qualité de professeur honoraire.
La vie de Paul Verrier est partagée entre ses fonctions universitaires et diverses autres activités, telles que les cours libres de langue et littérature du Nord qu'il dispense à la Faculté des lettres des Paris (1905), ses contributions aux revues Pages d'histoire, Revue de phonétique ou encore Revue historique, ainsi que son travail auprès de Ferdinand Brunot au service des archives de la parole (1912).
Paul Verrier sera nommé Chevalier de la légion d'honneur en 1920. Il sera également titulaire de décorations scandinaves (Danemark, Norvège, Finlande, Suède) et lauréat de l'Académie des inscriptions et belles lettres.
Sa vie personnelle est marquée par son union, en novembre 1885 à Handschusheim (Allemagne), avec Maria Thérésa Pfaff. De cette union naissent cinq enfants : Elisabeth, Alice, Marcel, Yvonne, et Roger.

## Publications
Ouvrages
- Essai sur les principes de la métrique anglaise, thèse, 1909-1910.
- L'Isochronisme dans le vers français, Alcan, 1912
- La Folie allemande : documents allemands, coll. « Pages d'histoire - 1914-1915 », vol. 28, 6e série, Librairie militaire Berger-Levrault, Paris, 1915, 32 p., in-12.
- La Haine allemande (contre les Français) : impressions d'Allemagne, coll. « Pages d'histoire - 1914-1915 », Librairie militaire Berger-Levrault, Paris-Nancy, 1915, 62 p., in-8°.
- Le Vers français ; formes primitives : développement – diffusion, H. Didier, 1931.

Traductions
- Hans Victor Clausen, Le Slesvig (du danois), 1934.

Articles
Il a écrit des articles dans la Revue de phonétique.